# Hubert Lampo

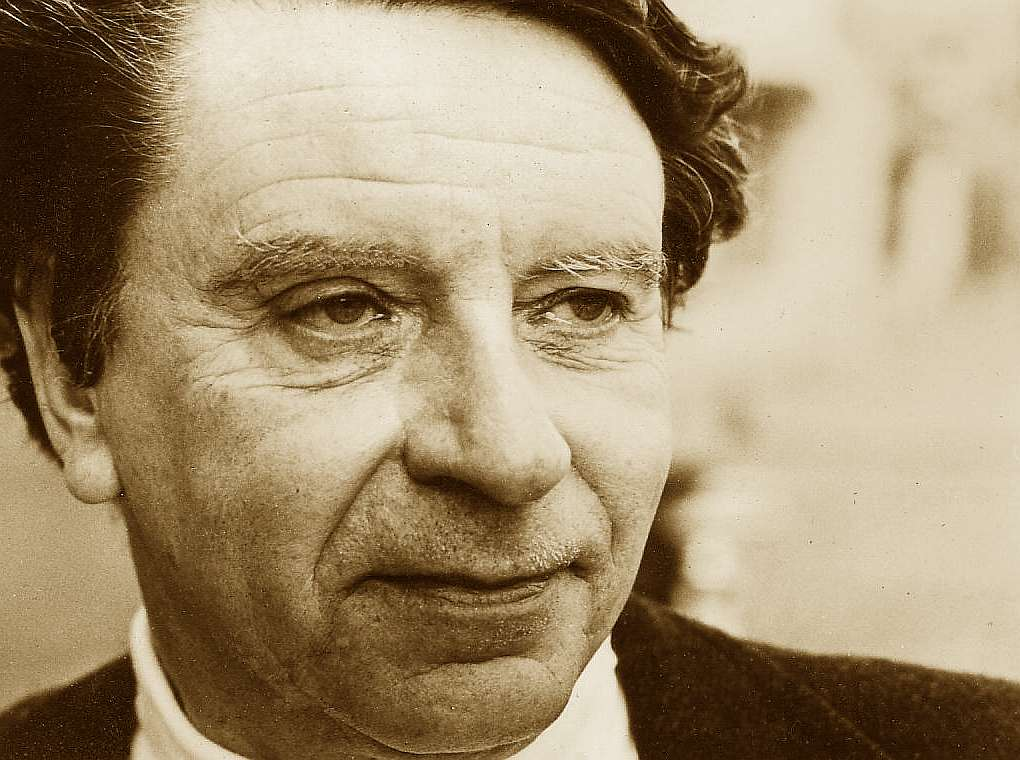
Hubert Lampo (fotografie de Tom Ordelman)

Hubert Leon Lampo (n. 1 septembrie 1920, Antwerp, Belgia - d. 12 iulie 2006, Essen, Germania) a fost un scriitor flamand, unul dintre fondatorii realismului magic din Flandra. Cea mai cunoscută carte a sa este "De komst van Joachim Stiller" (Venirea lui Joachim Stiller, 1960).